# 818
| 818                |
| ------------------ |
| Dødsfald - Fødsler |
|                    |

| Gregoriansk kalender | 818 DCCCXVIII           |
| Ab urbe condita      | 1571                    |
| Armensk kalender     | 267 ԹՎ ՄԿԷ              |
| Kinesiske kalender   | 3514 – 3515 丁酉 – 戊戌 |
| Etiopisk kalender    | 810 – 811               |
| Jødisk kalender      | 4578 – 4579             |
| Hindukalendere       |                         |
| - Vikram Samvat      | 873 – 874               |
| - Shaka Samvat       | 740 – 741               |
| - Kali Yuga          | 3919 – 3920             |
| Iransk kalender      | 196 – 197               |
| Islamisk kalender    | 202 – 203               |

Se også 818 (tal)